# Baruj Benacerraf
Baruj Benacerraf (ur. 29 października 1920 w Caracas, zm. 2 sierpnia 2011 w Bostonie) – amerykański immunolog wenezuelskiego pochodzenia, laureat Nagrody Nobla w dziedzinie fizjologii i medycyny.
W 1980 roku wraz z Jeanem Daussetem i George'em Davisem Snellem został laureatem Nagrody Nobla w dziedzinie fizjologii i medycyny za odkrycie genów głównego układu zgodności tkankowej (MHC), które kodują molekuły powierzchni komórek odpowiedzialnych za rozróżnianie systemu immunologicznego własnego ustroju (ang. self) od obcego (ang. non-self). Jego brat – Paul Benacerraf – jest znanym filozofem.

## Życiorys
Urodził się w Caracas, jego rodzice byli Żydami sefardyjskimi z Maroka i Algierii. W 1925 roku dr Benacerraf wyjechał z Wenezueli i osiadł w Paryżu ze swoją rodziną. W 1940 roku wyemigrował do USA i po trzech latach otrzymał tamtejsze obywatelstwo. Licencjat uzyskał na Columbia University School of General Studies w Nowym Jorku. Następnie zapragnął zdobyć tytuł doktora medycyny na Medical College w Richmond, w stanie Virginia, jedynej szkole, którą akceptował. Po ukończeniu stażu lekarskiego oraz odbyciu służby wojskowej w US Army (1945–1948) został badaczem na Columbia University College of Physicians and Surgeons w Nowym Jorku (1948–1950). Występował ze swoimi badaniami w Paryżu (1950–1956), został przeniesiony na Uniwersytet Nowojorski (NYU) (1956–1968), przeniósł się do Narodowego Instytutu Zdrowia (1968–1970), a następnie znalazł pracę na Uniwersytecie Harvarda (1970–1991), równocześnie pracując w Dana-Farber Cancer Institute w Bostonie (1980). W 1948 roku rozpoczął badania nad alergiami i odkrył geny odpowiedzi immunologicznej (IR), które zarządzały odrzuceniem transplantacji (lata 60.). W 1990 roku Benacerraf otrzymał Narodowy Medal Nauki za swój wkład dla świata medycyny.
Zmarł 2 sierpnia 2011 roku w swoim domu w Bostonie.